# Xã Liberty, Quận Jackson, Michigan
Xã Liberty (tiếng Anh: Liberty Township) là một xã thuộc quận Jackson, tiểu bang Michigan, Hoa Kỳ. Năm 2010, dân số của xã này là 2.961 người.